# Kapela sv. Petronile
Kapela sv. Petronile rimokatolička je crkva u mjestu Budinjak, koji je u sastavu grada Samobora. Zaštićeno je kulturno dobro.

## Opis dobra
Kapela je smještena na povišenom položaju u blizini naselja. Jednobrodna je građevina pravokutnog tlocrta s užim poligonalnim svetištem. U središnjoj osi glavnog, zabatno oblikovanog, plošnog pročelja postavljen je plitko istaknuti zvonik završen dvostrukom preslicom. Bočna pročelja lađe rastvorena su s po jednom polukružno zaključenom biforom te polukružnim prozorom na svetištu. Sagrađena je 1827. godine i obnovljena u 20. st. Tipološki pripada nizu manjih sakralnih objekata s neostilskim detaljima iz starijih razdoblja, kakvi se podižu na području Žumberka i Samoborskog gorja u 19. stoljeću.

## Zaštita
Pod oznakom Z-1583 zavedena je kao nepokretno kulturno dobro - pojedinačno, pravna statusa zaštićena kulturnog dobra, klasificirano kao "sakralna graditeljska baština".